# 蘇武

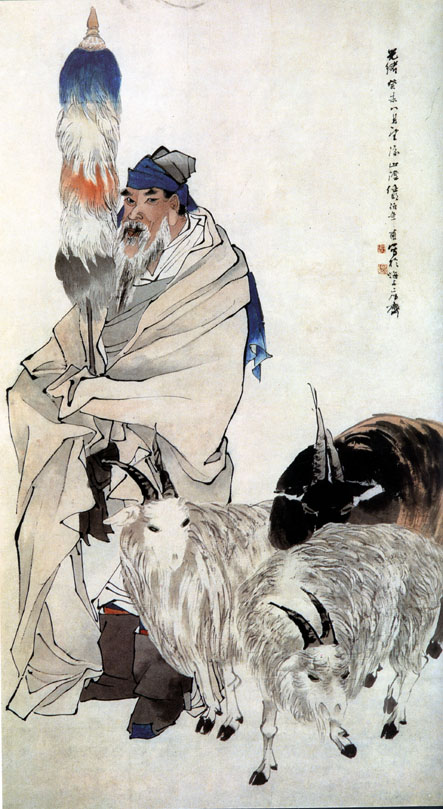
任伯年『蘇武牧羊図』

蘇 武（そ ぶ、紀元前140年頃? - 紀元前60年）は、前漢の人。字は子卿。京兆尹杜陵県の出身。父は衛尉の蘇建。兄の蘇嘉、弟の蘇賢の3兄弟で、他に妹が2人いた。漢で結婚した妻との間に蘇元と娘2人がおり、匈奴での妻と蘇通国を儲けた。

## 生涯
父の任子で郎となり、侍中などを務める。
天漢元年（紀元前100年）、蘇武は中郎将として匈奴への使者に任じられる。副使は張勝で、常恵らが付き従った。そのころ、単于の下にいる漢の降将の虞常が、匈奴の緱王と共謀して、同じく匈奴に降って重用されていた衛律を殺し、単于の母を脅迫して漢に帰ろうと画策した。両名は張勝にこの話を持ちかけ、張勝はこれを許し援助した。しかし虞常・緱王は失敗して単于がこの件を知り、蘇武を尋問しようとした。蘇武は自決を図ったが衛律の手当てによって一命を取り留めた。単于は彼を脅して匈奴に帰順させようとしたが、蘇武が拒んだため、常恵らと共に抑留された。
彼は穴倉に飲食物も無く捨て置かれたが、雪を齧り節の飾りについている毛を食べて生き長らえた。やがて、蘇武は北海（現在のバイカル湖）のほとりに移されたが、匈奴から「オスの羊が乳を出したら帰してやる」と言われてしまう。彼はそこで、野鼠の穴を掘り、草の実を食うなどの辛酸をなめたが、単于の弟に気に入られて援助を受けて生き長らえ、匈奴に屈することがなかった。
ある時、蘇武とかつて共に侍中を務めた仲であり、今では匈奴に降って厚遇されていた李陵が降伏するよう説得してきたが、蘇武は屈しなかった。それからというもの、李陵は陰ながら蘇武を援助し続けた。
匈奴は漢に対して蘇武は死んだと言っていたが、抑留19年目、漢の武帝が亡くなり、昭帝が匈奴と和親し使節を派遣した時に、常恵によって蘇武が生存していることが発覚し、そこでようやく単于から帰国の許可が出た。
始元6年（紀元前81年）に彼は漢に帰還し、典属国を拝命した。母は死んでおり、妻は既に他の者に嫁いでいた。後に、蘇武の子の蘇元が反乱を企んだ上官桀らに連座して処刑され、上官桀や桑弘羊と仲が良かった蘇武も逮捕されそうになったが、霍光がやめさせ、免官だけで済まされた。
宣帝擁立に関与し、関内侯の位を賜り、張安世の薦めにより右曹・典属国に返り咲いた。神爵2年（紀元前60年）、蘇武は80歳余りの高齢で亡くなった。
死ぬ以前、宣帝は蘇武が子の蘇元を失っていることを哀れみ、匈奴で軟禁された時に匈奴の女性との間に生まれた子の蘇通国を漢に呼び寄せて郎とした。また、麒麟閣には宣帝の名臣たちと並んで蘇武の像が描かれた。

## 後世
蘇武の事跡等に関しては『漢書』蘇武伝がある他に、『文選』に李陵が蘇武に与えた詩3首と蘇武に答えた書と共に、蘇武の詩が4首収められている。蘇武と李陵の贈答の詩については、南宋の厳羽が記した『滄浪詩話』に「五言詩は李陵・蘇武に起こる」と記されている。中島敦の小説『李陵』にも蘇武が描写されている。
ただし、蘇武・李陵の詩が後世の仮託であるという説も有力である。古くは劉勰『文心雕龍』明詩に、五言詩は前漢には存在せず、李陵の詩といわれているものは後代の作品ではないかと言っている。また蘇軾「答劉沔書」は、蘇武の詩にある「俯観江・漢流」の語が長安で書かれた詩にふさわしくないとして、後世の作品だと断じている。洪邁『容斎随筆』は李陵の詩の中に恵帝の諱である「盈」の字が出てくることから、武帝の時代の作品ではありえないとしている。

## 蘇武の詩

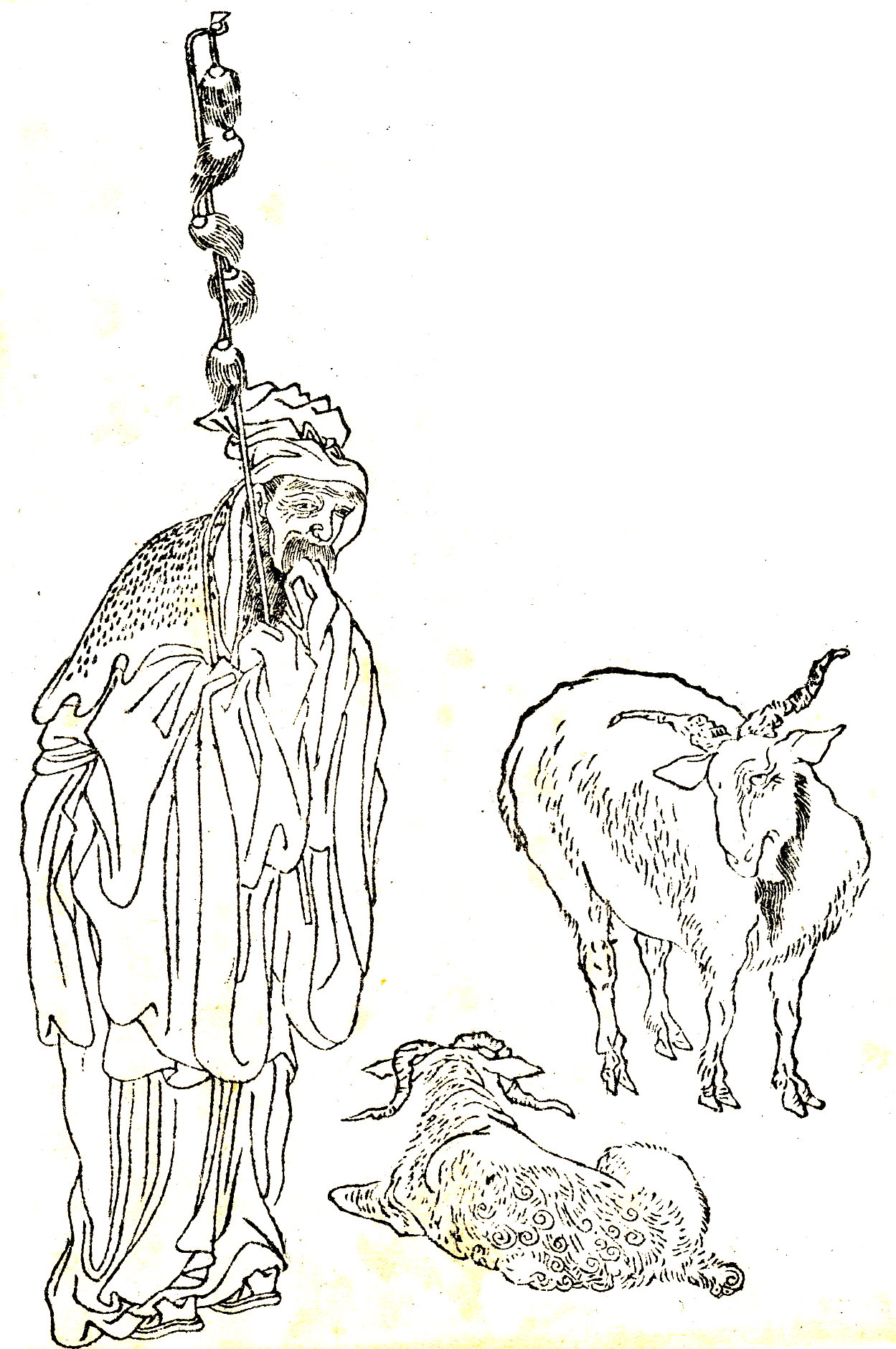
蘇子卿・『晩笑堂竹荘畫傳』より

| 詩四首（其三） |                                   |
| 結髪爲夫妻     | 結髪して夫妻と為り                |
| 恩愛兩不疑     | 恩愛両つながら疑わず              |
| 歡娯在今夕     | 歓娯 今夕にあり                   |
| 燕婉及良時     | 燕婉として良時に及ぶ              |
| 征夫懷往路     | 征夫は往路をおもい                |
| 起視夜何其     | 起って視る 夜の何其を             |
| 參辰皆已没     | 参辰は皆已に没す                  |
| 去去從此辭     | 去り去りて此より辞せん            |
| 行役在戰場     | 行役戦場に在り                    |
| 相見未有期     | 相見ること未だ期有らず            |
| 握手一長嘆     | 手を握りて ひとたび長嘆す         |
| 涙爲生別滋     | 涙は生別の為に滋し                |
| 努力愛春華     | 努力して春華を愛し                |
| 莫忘歡樂時     | 忘れるなかれ 歓楽の時を           |
| 生當復來歸     | 生きてはまさに また来たり帰るべし |
| 死當長相思     | 死してはまさに 長く相思うべし     |